# Amorbia laterculana
Amorbia laterculana es una especie de polilla del género Amorbia, tribu Sparganothini, subfamilia Tortricinae.

## Distribución
Se distribuye por México.

## Taxonomía
Fue descrita por Zeller en 1877 y publicada en Horae Soc. ent. Ross 13: 113.